# Saint-Ybars
Saint-Ybars (okzitanisch Sent Ibarç) ist eine französische Gemeinde mit 670 Einwohnern (Stand 1. Januar 2022) im Département Ariège in der Region Okzitanien; sie gehört zum Arrondissement Saint-Girons und zum Kanton Arize-Lèze. Die Einwohner des Ortes werden – nach dem lateinischen Namen Eparchius des Stadtpatrons Cybard von Angoulême – Eparchois genannt.

## Lage
Saint-Ybars liegt auf einer Anhöhe über dem Fluss Lèze in einer Höhe von etwa 290 Metern ü. d. M. Im Gemeindegebiet mündet das Flüsschen Latou in die Lèze. Nächstgelegene Stadt ist das etwa 30 Kilometer (Fahrtstrecke) südöstlich gelegene Pamiers; die Großstadt Toulouse ist etwa 53 Kilometer in nördlicher Richtung entfernt.

## Geschichte
Saint-Ybars wurde im Jahr 1241 gemeinschaftlich (paréage) vom Grafen von Foix und dem Vorsteher der ehemaligen Abtei Saint-Antoine-et-Saint-Pierre in Lézat-sur-Lèze als Bastide gegründet. Um Neusiedler anzuziehen, gewährte man ihnen diverse Privilegien steuerlicher (Befreiung von Leib- und Wegezöllen) und wirtschaftlicher Art (Markt- und Messerecht).

### Bevölkerungsentwicklung
| Jahr      | 1962 | 1968 | 1975 | 1982 | 1990 | 1999 | 2006 | 2016 |
| Einwohner | 673  | 654  | 524  | 476  | 512  | 561  | 629  | 646  |

Im 19. Jahrhundert hatte der Ort konstant mehr als 2000 Einwohner. Die zunehmende Mechanisierung der Landwirtschaft führte in der ersten Hälfte des 20. Jahrhunderts zu einem kontinuierlichen Absinken der Einwohnerzahlen bis auf die Tiefststände in den 1970er und 1980er Jahren.

## Sehenswürdigkeiten
- Das Ortsbild, das wegen der Hügellage und anders als bei den meisten Bastiden nicht durch einen rechteckigen zentralen Platz gekennzeichnet ist, wird bereichert von einigen wenigen Fachwerkhäusern (maisons à colombages), die hier – anders als zum Beispiel in Mirepoix – keine straßenseitig überdeckten Arkaden haben. Die Ziegelsteinfüllungen der Gefache haben die ursprünglichen aus Astgeflecht und Lehmbewurf ersetzt.
- Die Markthalle (halle aux grains) stammt aus dem 18. Jahrhundert; das Dach ruht auf gemauerten Ziegelsteinpfeilern.
- Die im 13. Jahrhundert erbaute und im 16. Jahrhundert erweiterte spätgotische Pfarrkirche ist dem hl. Cybard geweiht. Sie hat ein Portal, das von einem orientalisch anmutenden Vielpassbogen überfangen ist, und einen Turm im Stil der tolosaner Architektur des ausgehenden Mittelalters mit sogenannten ‚Bischofsmützen‘ (arcs en mitre) als charakteristischem Kennzeichen. In einer Seitenkapelle im Innern der einschiffigen Kirche wurden bei Restaurierungsarbeiten in den 1960er Jahren Fresken des 14. Jahrhunderts freigelegt. Der Kirchenbau ist bereits seit dem Jahr 1907 als Monument historique anerkannt.[1]
- Ein im Tal angelegter See lädt zu Spaziergängen und im Sommer auch zum Baden ein.

## Wirtschaft
Saint-Ybars lebte in hohem Maße von der in den Weilern und Dörfern der näheren Umgebung betriebenen Landwirtschaft; der Ort selbst fungiert bis heute als kleines regionales Handels-, Handwerks- und Dienstleistungszentrum. Auch der Tourismus spielt in Form der Vermietung von Ferienwohnungen (gîtes) eine gewisse Rolle für die Einnahmen des Ortes.

## Partnergemeinde
- Saint-Ybard (Département Corrèze)